# Gunungkarang
Gunungkarang is een bestuurslaag in het regentschap Purbalingga van de provincie Midden-Java, Indonesië. Gunungkarang telt 1824 inwoners (volkstelling 2010).